# Айнажская волость
Айнажская волость (латыш. Ainažu pagasts) — одна из девятнадцати территориальных единиц Лимбажского края Латвии. Находится на севере края. Граничит с городом Айнажи и с Салацгривской и  Стайцельской волостями своего края, а также с эстонской волостью Хяэдемеэсте уезда Пярнумаа.
Крупнейшими населёнными пунктами волости являются сёла Мерниеки, Майлишциемс и Лампужи.